# De boer als advocaat
De boer als advocaat is een volksverhaal uit Nederland.

## Het verhaal
Een boer woont dicht bij de stad en gaat om een boodschap, hij komt een matroos tegen. Deze zegt dat hij onenigheid heeft met een herbergier. Hij is hem een kwartje schuldig, maar moet honderd gulden betalen. De rechtbank heeft nog geen uitspraak gedaan en ze moeten weer voorkomen. De man vreest in het ongelijk gesteld te worden en een gevangenisstraf te krijgen. De boer hoort dat de matroos vijf jaar geleden naar zee is gegaan. Hij at zes gekookte eieren in de herberg, maar had geen geld bij zich. De herbergier zei toen dat hij een andere keer mag betalen. De matroos had een ongelukkige reis en komt in handen van zeerovers. Hij zwierf in vreemde landen en is sinds enkele weken terug in het land. Hij gaat met een kwartje naar de kastelein, maar er is uitgerekend dat er inmiddels zes kippen uit de eieren waren ontstaan. Die hadden vele eieren kunnen leggen en een winst van honderd gulden. De boer zegt de advocaat van de zeeman te zullen zijn en gaat zonder bovenkleding naar de rechtbank. Hij zegt dat hij een pot met bonen op het vuur heeft staan en deze moeten nog gezaaid worden als ze gaar zijn. De rechter vraagt of gekookte bonen nog groeien kunnen en de boer vraagt of er kuikens komen uit gekookte eieren. De boer vertrekt en de matroos wordt vrijgesproken.

## Achtergronden
- Het verhaal is bewerkt naar rechtspraak uit Friesland's volksleven van vroeger en later.
- In dit kluchtige verhaal treedt de boer op als advocaat, dit motief komt in veel landen voor. In Nederland zijn varianten uit Friesland en Brabant bekend.
- Vergelijk met Djha als rechter uit Marokko en Het zonderlinge rechtgeding uit Indonesië.